# Кріс Паєтт
Кріс Паєтт (англ. Chris Pyatt; 3 липня 1963, Ізлінгтон, Лондон) — британський професійний боксер, чемпіон світу за версією WBO (1993-1994) у середній вазі та чемпіон Європи за версією EBU (1986-1987) у першій середній вазі.

## Професіональна кар'єра
Кріс Паєтт дебютував на профірингу 1983 року. 19 лютого 1986 року завоював титул чемпіона Великої Британії за версією BBBofC у першій середній вазі. 17 вересня 1986 року виграв вакантний титул чемпіона Європи за версією EBU. 28 січня 1987 року втратив звання чемпіона Європи, програвши Джанфранко Розі (Італія).
23 жовтня 1990 року вийшов на бій проти чемпіона світу за версією WBO у першій середній вазі Джона Девід Джексона (США) і програв одностайним рішенням суддів. В наступному бою завоював вакантний титул чемпіона Співдружності.
19 травня 1993 року вийшов на бій за вакантний титул чемпіона світу за версією WBO у середній вазі проти Сумбу Каламбая (Італія) і здобув перемогу одностайним рішенням суддів. Провів два успішних захиста. 11 травня 1994 року, зазнавши поразки нокаутом у п'ятому раунді від Стіва Коллінза (Ірландія), втратив звання чемпіона.
16 грудня 1995 року вдруге завоював титул чемпіона Співдружності у першій середній вазі і втратив його в наступному бою.